# 鈴木朝潮
鈴木 朝潮（すずき ともみ、本名:鈴木 朝湖）は､神奈川県横浜市出身の現代美術家。日本美術家連盟会員。

## 経歴
- 1985年 - 東京芸術大学美術学部油画科卒業
- 1986年、中上健次-『十九歳のジェイコブ』表紙装丁に採用。
- 1987年 - 東京芸術大学油画大学院壁画研究室修了
- 1990年代初頭よりコンクリートを使ったオブジェ「雨の記憶」を発表。
- 1992年、第28回今日の作家展（横浜市民ギャラリー）。　 同年、山崎豊子-『白い巨塔』表紙装丁に採用。
- 1990年代中盤から鉄条網を使ったオブジェ「剛針鋼網」を発表。
- 2000年代より「雨の記憶」「剛針鋼網」を使い銅版画を制作を行う。自作オブジェ写真でフォトエッチングの技法により銅版画を制作。
- 2005年 - 日本美術家連盟会員
- 2008年 - 日本版画協会準会員
- 2009年、浜口陽三生誕100年記念銅版画大賞展（ミュゼ浜口陽三・ヤマサコレクション）で銅版画が入賞。
- 2010年代よりデジタル処理によるデジタル版画の制作ルアチント
- 2013年より新たなデジタルプリント手法「フレスコジクレー」の制作。
- 2014年、第十六回中華民国国際版画ビエンナーレに選ばれ、フレスコジクレー作品が台湾国立美術館に収蔵。
- 2016年、『版画芸術』No171、「デシタル版画の現在」にて６ページの特集。

## 主な受賞歴
- 1985年 - 東京芸大卒業制作に対し『大橋賞』
- 1986年 - 『第4回日本イラストレーション展』　大賞
- 1987年 - 『芸大１００年記念芸術祭、ポスター原画賞』
- 1989年 - 『第3回THE ART展 ペイント部門』　大賞
- 1990年 - 『第4回THE ART展 フォトグラフ部門』　大賞
- 2009年 - 『浜口陽三生誕100年記念銅版画大賞展』　入賞
- 2010年 - 『ビエンナーレKUMAMOTO FINAL 』　熊本放送賞
- 2014年 - 『第13回南島原市セミナリヨ現代版画展』　読売新聞社 西部本社賞
- 2017年 - 『第10高知国際版画トリエンナーレ』　優秀賞
- 2018年 - 『第18回南島原市セミナリヨ現代版画展』　南島原市文化協会賞
- 2020年 - 『第11高知国際版画トリエンナーレ』　佳作賞

## 主な作品所蔵
- クラコウ日本美術芸技術センターManggha / ポーランド
- NOVACAIXAGALICIA BANCO（英語版）（カサノバ銀行）/ スペイン

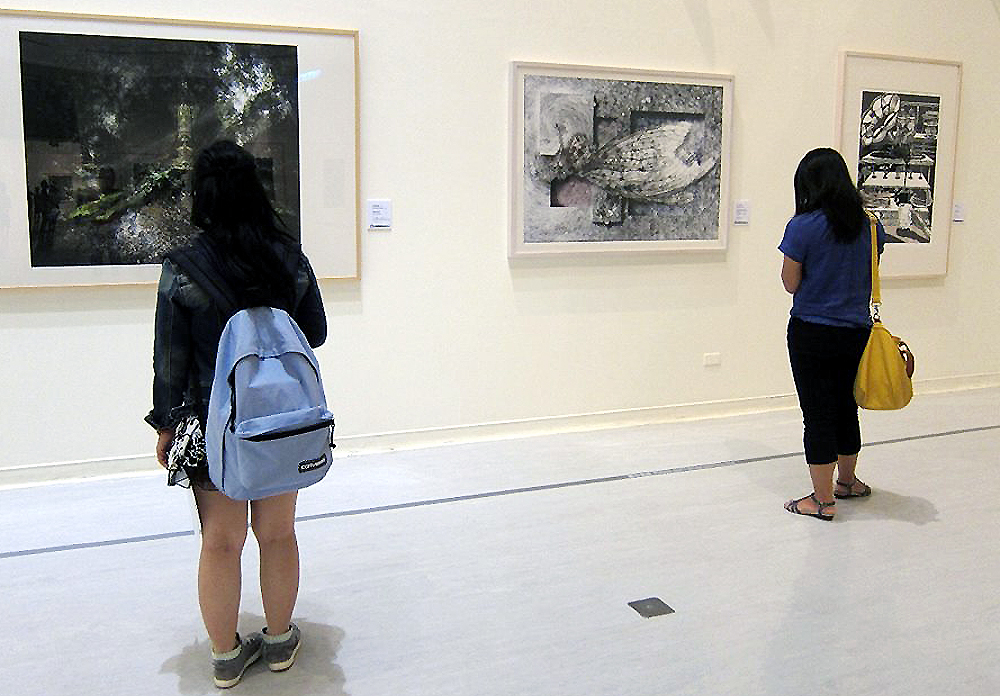
第十六回中華民国国際版画ビエンナーレ展示風景、国立台湾美術館

- 国立台湾美術館 / 中華民国
- シルバーコーン大学 / タイ
- 東京芸術大学資料館 / 東京

## 出展歴（海外）
- 1986年 - 『シドニージャパンウィーク』 / オーストラリア　シドニー
- 1989年 - 『マルセイユジャパンウィーク』/ フランス　マルセイユ
- 2006年 - 『クラコウ国際版画トリエンナーレ』 / ポーランド　クラコウ
- 2008年 - 『カゲダス国際ミニプリント展』 / スペイン　カダケス
- 2008年 - 『第1回国際イスタンブール版画ビエンナーレ』 / トルコ
- 2008年 - 『第3回国際版画コンクール』 / トルコ、イスタンブール
- 2009年、 2011年- 『ジョセフ・イーザー国際現代版画ビエンナーレ展2009』 / ルーマニア
- 2010年 - 『第3回メキシコ国際版画展』 / メキシコ
- 2010年 - 『第7回ビュリニス2010国際版画リエンナーレ』 / リトアニア
- 2010年 - 『第2回ベナン国際版画展』 / インドネシア
- 2011年 - 『第11回カイサノーバ国際版画ビエンナーレ』 / スペイン　オーレンセ
- 2012年 - 『第3回バンコク国際版画トリエンナーレ』 / タイ　バンコク
- 2012年 - 『第15回中華民国国際版画ビエンナーレ』 / 台湾　台北
- 2014年 - 『第16回中華民国国際版画ビエンナーレ』 / 台湾　台北
- 2015年 - 『第４回　バンコク国際版画トリエンナーレ』 / タイ

## 出展歴（国内）
- 1985年、1987年、1990年 - ギャラリールミナ / 東京・銀座
- 1988年 - ギャラリー武者小路 / 東京・銀座
- 1990年、1993年、2001年 - ギャラリー風 / 大阪
- 1991年 - ガーティアンガーデン / 東京・渋谷
- 1992年 -『第28回今日の作家展』 / 横浜市民ギャラリー
- 1993年 - ギャラリー那由他 / 横浜
- 1995年‐2000年 - アートギャラリー環 / 大阪
- 2002年、2005年 - すどう美術館 / 東京・銀座
- 2004年 - 『第72回日本版画協会版画展』（以後毎年出品） / 東京都美術館
- 2004年 - 『第83回春陽展』（以後毎年出品） / 東京都美術館 / 国立新美術館
- 2005年 - 『第6回高知国際版画トリエンナーレ展』 / いの町紙の博物館、高知県
- 2005年、2007年、2011年- ギャラリー惣 / 東京・銀座
- 2007年 - 『Prints Tokyo 2007』 / 東京都美術館
- 2007年、2010年 - 『あおもり国際版画トリエンナーレ』 / 青森公立大学国際芸術センター青森
- 2008年、2011年 - 『山本鼎版画大賞展』 / 上田市山本鼎記念館
- 2008年 〜 2012年 - CWAJ版画展 / 東京アメリカンクラブ
- 2009年 - 『浜口陽三生誕100年記念銅版画大賞展』 / ミュゼ浜口陽三・ヤマサコレクション/ 東京都
- 2009年 - Gallery Togeisha / 東京・銀座
- 2009年 - 東西交流現代版画展 / ギャラリーSHIMA
- 2010年 - 『ビエンナーレKUMAMOTO FINAL』 / 熊本県立美術館
- 2010年 - 『芸術の存在意義「展」』 / アートイマジンギャラリー / 国立
- 2011年 - 『手にとってみる小さな版画展』 / すどう美術館 / 小田原
- 2012年 - 『大細密展』 / アートコンプレックスセンター / 東京・四谷
- 2012年 - 『第4回 ビエンナーレうしく 全国公募絵画展2012』 / 牛久市中央生涯学習センター
- 2014年 - 『第9回高知国際版画トリエンナーレ展』 / いの町紙の博物館、高知県

## 書籍装丁
- 1986年 -『十九歳のジェイコブ』/　中上健次著ISBN 978-4048724500
- 1992年 -『白い巨塔』/　山崎豊子著
- 1996年 -『小栗判官と照手姫』/　白石征著

## 舞台美術他
- 『芸大100年記念』芸術祭ポスター原画
- 『小栗判官と照手姫』 / 白石征演出
- 『中世悪党伝 新釈太平記』 / 白石征演出
- 『100年気球メトロポリス』 / AJ ,シーザー / 白石征演出